# Time Warp Trio
Time Warp Trio è una serie televisiva animata canadese-statunitense del 2005 basata sull'omonima serie di libri per bambini. Creata da Jon Scieszka, la serie è stata prodotta nella Stati Uniti e Canada. La serie è andata in onda dal 2005 al 2006 su Discovery Kids and TVOntario. È stato trasmesso su DeA Kids dal 7 settembre 2009.

## Premessa
Per il suo decimo compleanno, Joe riceve un misterioso libro blu (conosciuto solo come "Il Libro") da suo zio mago, Joe il Magnifico. Leggendo il libro, Joe e i suoi amici, Sam e Fred, vengono (spesso accidentalmente) trasportati in vari tempi e luoghi nel corso della storia, come l'Antico Egitto e il Vecchio West . Nell'anno 2105, il trio incontra le proprie pronipoti, Jodie, Samantha e Freddi.
Dopo ogni distorsione temporale, il gruppo deve trovare e utilizzare Il Libro per tornare ai giorni nostri. Più avanti nella serie, il malvagio zio di Joe, Mad Jack, fa diversi tentativi di catturare i bambini e Il Libro con trucchi astuti, come bloccarli in Antartide (dal momento che Il Libro non funziona lì).

## Doppiaggio
| Personaggio         | Doppiatore originale    | Doppiatore italiano |
| ------------------- | ----------------------- | ------------------- |
| Joseph "Joe" Arthur | Mark Rendall            | Irene Scalzo        |
| Samuel "Sam" Kikin  | Darren Frost            | Stefano Pozzi       |
| Frederick "Fred"    | Scott McCord            | Davide Garbolino    |
| Jodie Arthur        | Sarah Gadon, Tajja Isen | Stefania De Peppe   |
| Samantha Kikin      | Laurie Elliott          | Serena Clerici      |
| Frederica "Freddi"  | Sunday Muse             | Federica Valenti    |

## Trasmissione
La serie è andata in onda su Discovery Kids e The Hub (ora Discovery Family), PBS Kids negli Stati Uniti, TVOKids in Canada, CBBC nel Regno Unito e in Irlanda, Cartoon Network in Australia e Nuova Zelanda e HBO Family & Cartoon Network nel sud-est asiatico. E 'anche andato in onda come parte di un blocco di tre ore Discovery Kids su NBC fino al 2 settembre 2006, e su Jetix (poi Disney XD) in India.
E 'stato anche doppiato in ebraico con il titolo "מלכודת הזמן" e in onda su Logi e Arutz HaYeladim.
La serie è stata trasmessa anche in Corea del Sud su EBS con il nome "시간 여행 삼총사".
Gli ultimi sei episodi sono andati in onda il 15 luglio 2006. Ha concluso la sua corsa su NBC il 2 settembre, segnando la fine del blocco "Discovery Kids on NBC". 